# Interstate 87 (Carolina do Norte)
Interstate 87 (I-87) é uma rodovia interestadual parcialmente concluída no estado norte-americano da Carolina do Norte, a mais curta rodovia interestadual primária designada, com 20,76 km (12,90 milhas). A parte concluída fica no leste do Condado de Wake, entre Raleigh e Wendell; a maior parte da rota concluída (aproximadamente 16 km (10 milhas)) é conhecida como Knightdale Bypass, enquanto as 4,8 km (3 milhas) restantes seguem a Raleigh Beltline (I-440). Ela está planejada para continuar a nordeste, passando por Rocky Mount, Williamston e Elizabeth City, terminando em Norfolk, Virgínia. Está sinalizada como norte-sul, de acordo com a convenção de sinalização para a maioria das interestaduais de número ímpar, mas a rota segue principalmente no sentido leste-oeste, com a direção leste alinhada à designação norte. Toda a rota é simultânea com a US Highway 64 (US 64), com partes também simultâneas com a I-440 e a US 264.